# Флейшман Бенціон Шимонович
Флейшман Бенціон Шимонович (також Бенціон Семенович; 21 листопада 1923 р., (Москва)) — доктор фізико-математичних наук, творець конструктивної теорії інформації та теорії потенційної ефективності.

## Освіта і робота
У 1947 році закінчив механіко-математичний факультет МДУ по кафедрі теорії ймовірностей, яку очолював А. М. Колмогоров. Після закінчення університету був направлений на роботу в криптографічну службу МДБ СРСР. Після демобілізації в 1954 році аж до еміграції в США в 1996 році працював в інститутах Академії Наук СРСР: (1955—1968 — Радіотехніки та Електроніки; 1968—1996 — океанології).
Теорія потенційної ефективності — це синтез теорії надійності, теорії інформації та теорії ігор, спадкоємиця міждисциплінарної кібернетики — з тією ж областю визначення (біологічні та інженерні системи), але побудована на єдиній концептуальній і математичній основі. Основне поняття — ефективність, узагальнюючи поняття надійності, завадостійкості і керованості, визначається як ймовірність досягнення мети при обмежених ресурсах (часу, енергії і т. д.). Фундаментальне поняття — цілеспрямований вибір. Основні вимога до моделей — конструктивність (явно вказаний спосіб побудови) і імовірнісна здійсненність інженерних систем.
Вперше сформульована Б. С. Флейшманом в книзі «Елементи теорії потенційної ефективності складних систем» (1971).
Співвідношення теорії потенційної ефективності були використані ним для оцінки потенційної ефективності складних інженерних та екологічних систем.
Автор понад 100 наукових робіт і п'яти монографій. З 1966 р. по 1996 р. був керівником секції кібернетики та екологічних проблем Науково-технічного товариства радіотехніки, електроніки і зв'язку ім. О. С. Попова. Член Міжнародного товариства аналізу ризику (SRA).